# Zanitanus lindiensis
Zanitanus lindiensis är en skalbaggsart som beskrevs av Moser 1919. Zanitanus lindiensis ingår i släktet Zanitanus och familjen Melolonthidae. Inga underarter finns listade i Catalogue of Life.